# Liza da Costa
Liza da Costa (ur. 26 marca 1968) – wokalistka, pochodząca z Portugalii.
Jej matka jest Portugalką, natomiast jej ojciec urodził się w Indiach, jednak przeprowadzili się do Niemiec, gdy była dzieckiem. Gdy miała 12 lat zaczęła śpiewać. Miała w swoim repertuarze piosenki Whitney Houston. Jej przyjaciel posiadał studio nagraniowe, gdzie produkowano muzykę do filmów telewizyjnych, dzięki czemu Liza stała się częścią kobieco-jazzowej grupy.
W 1994 roku dołączyła do zespołu Security, gdzie zaśpiewała w utworze pt. "I Can Make You Dance".
W 1995 roku Liza, Franky, Udo i Richard stworzyli zespół pod nazwą Captain Jack, śpiewający w stylu bardzo popularnym w latach 90. – eurodance. Ich największe hity to "Captain Jack", "Drill Instructor" i "Little Boy", które do dziś cieszą się popularnością. W 1999 roku Liza odeszła z zespołu, by rozpocząć karierę solo.
W 2000 roku wydała własny singiel pt. "Banana Coco", który nie odniósł zbyt wielkiego sukcesu.
W roku 2002 brała udział w projekcie Future Breeze w singlu "Ocean Of Eternity".
W 2005 roku założyła wspólnie z trzema innymi muzykami (Tilmann Höhn, Alexander Sonntag i Wolfgang Stamm) grupę Hotel Bossa Nova, wykonującą muzykę będącą połączeniem jazzu i samby.
W sierpniu 2009 roku Daniel Stelter wydała album "Homebrew Songs", w którym Liza śpiewa utwór pt. "Amor Macio".

## Dyskografia

### Single
| Rok  | Tytuł       |
| ---- | ----------- |
| 2000 | Banana Coco |

### Pojawia się w

#### Albumy
| Rok  | Tytuł           | Osoba/Zespół    |
| ---- | --------------- | --------------- |
| 1996 | The Mission     | Captain Jack    |
| 1997 | Operation dance | Captain Jack    |
| 2009 | Homebrew Songs  | Daniel Smelterk |

#### Single
| Rok  | Tytuł                        | Zespół         |
| ---- | ---------------------------- | -------------- |
| 1994 | Do I Do (What I Do For Love) | Paradise       |
| 1994 | I Can Make You Dance         | Security       |
| 1995 | Captain Jack                 | Captain Jack   |
| 1996 | Drill Instructor             | Captain Jack   |
| 1996 | Captain Schlumpf             | Die Schlümpfe  |
| 1996 | Soldier Soldier              | Captain Jack   |
| 1996 | Little Boy                   | Captain Jack   |
| 1996 | Another One Bites The Dust   | Captain Jack   |
| 1997 | Together & Forever           | Captain Jack   |
| 1997 | Holiday                      | Captain Jack   |
| 1997 | Tuna Ye                      | Back To Nature |
| 2000 | Just Be Good 2 Me            | Six & Curly    |
| 2002 | Ocean Of Eternity            | Future Breeze  |

### Kompozycje
| Rok  | Tytuł                | Zespół       |
| ---- | -------------------- | ------------ |
| 1994 | I Can Make You Dance | Security     |
| 1995 | Captain Jack         | Captain Jack |
| 1996 | Drill Instructor     | Captain Jack |
| 1996 | Soldier Soldier      | Captain Jack |

### Hotel Bossa Nova
| Rok  | Tytuł      |
| ---- | ---------- |
| 2006 | Ao Vivo    |
| 2009 | Supresa    |
| 2011 | Bossanomia |